# اصطبل مندی‌آبادیان
اصطبل مندی آبادیان مربوط به سده‌های متاخر دوران‌های تاریخی پس از اسلام است و در شهرستان کهگیلویه، بخش چرام، دهستان چرام، روستای القچین علیا واقع شده و این اثر در تاریخ ۱۸ شهریور ۱۳۸۷ با شمارهٔ ثبت ۲۳۲۲۸ به‌عنوان یکی از آثار ملی ایران به ثبت رسیده است.